# Kamond
Kamond ist eine ungarische Gemeinde im Kreis Devecser im Komitat Veszprém.

## Geschichte
Kamond wurde 1062 erstmals urkundlich erwähnt.

## Gemeindepartnerschaften
- Livezeni, Rumänien
- Palad-Komariwzi (Паладь-Комарівці), Ukraine
- Sap, Slowakei